# Erich Mackeldey

Erich Mackeldey (ca. 1920)

Erich W. Mackeldey (* 22. April 1892 in Schwarza, Schwarzburg-Rudolstadt; † amtlich: 31. Dezember 1945) war ein deutscher Landwirt und Politiker (Thüringer Landbund, NSDAP). Er war Mitglied des Reichstages (1920–21), Abgeordneter im Thüringer Landtag (1920–24) und von 1927 bis 1945 Staatsrat in der Thüringer Landesregierung.

## Leben und Wirken
Mackeldey wurde als Sohn eines Gutsbesitzers geboren. Er besuchte Realgymnasien in Rudolstadt und Erfurt, wo er das Abitur ablegte. Später übernahm er die Verwaltung des väterlichen Guts in Schwarza-Saalbahn. Von 1914 bis 1918 nahm Mackeldey mit dem preußischen 1. Garde-Regiment zu Fuß am Ersten Weltkrieg teil.
Bei der Reichstagswahl vom Juni 1920 wurde Mackeldey als Wahlvorschlag der Vereinigten Landwirtschaftlichen Berufsvereinigungen Thüringens für den Wahlkreis 13 (Thüringen) in den Reichstag gewählt. Im Parlament gehörte Mackeldey als Hospitant der Fraktion der Deutschnationalen Volkspartei (DNVP) an. Am 23. Februar 1921 legte er sein Mandat nieder und schied anschließend aus dem Reichstag aus; sein Mandat wurde von Franz Hänse übernommen. Mackeldey war Mitbegründer und Vorstandsmitglied des Thüringischen Landbundes und des Deutschen Landbundes, für den ersteren gehörte er von 1920 bis 1924 dem Landtag von Thüringen an. Daneben war er auch Vorstandsmitglied des Landwirtschaftsrates Schwarzburg-Rudolstadt und des Ernährungsausschusses von Thüringen sowie Mitglied des Gemeinderates und des Kreisausschusses.
Von 1927 bis 1945 gehörte Mackeldey als Staatsrat ohne Geschäftsbereich und Vertreter des ehemaligen Freistaats Schwarzburg-Rudolstadt den thüringischen Landesregierungen Leutheußer II, Paulssen II, Baum, Sauckel und Marschler an.
Zum 1. Mai 1933 trat er in die NSDAP ein (Mitgliedsnummer 1.851.972) und wurde später SS-Scharführer. Ab August 1933 war er Geschäftsführer der Krankenhilfe Thüringer Landwirte und von 1937 bis 1945 Leiter der Thüringischen land- und forstwirtschaftlichen Berufsgenossenschaft.
Im Juli 1945 verhaftete die sowjetische Besatzungsarmee Mackeldey in Weimar. Es folgte eine Internierung im Speziallager Nr. 2 Buchenwald. Sein weiteres Schicksal ist unbekannt. Im Jahr 1960 wurde er vom Amtsgericht München mit dem Todeszeitpunkt 31. Dezember 1945 für tot erklärt.